# 고호 (연호)
고호(일본어: 康保)는 일본의 연호 중 하나이다.
- 전후 : 오와(応和) 이후 - 안나(安和) 이전.
- 시기 : 964년 ~ 967년
- 천황 : 무라카미 천황, 레이제이 천황

## 개원
- 오와 4년 7월 10일(율리우스력 964년 8월 19일) 갑자혁령에 해당해 개원하여
- 고호 5년 8월 15일(율리우스력 968년 9월 10일) 안나로 개원되었다.

## 출전
『서경』 강고(康誥)편의 「別求聞由古先哲王，用康保民，弘于天若」에서 출전.

## 고호 시기에 일어난 일
- 4년
  - 후지와라노 사네요리가 관백(關白)에 취임했다.
  - 무라카미 천황의 사망으로 레이제이 천황이 즉위했다.

## 서력과의 대조표
| 고호        | 원년       | 2년        | 3년        | 4년        | 5년        |
| ----------- | ---------- | ---------- | ---------- | ---------- | ---------- |
| 서기 (西紀) | 964년      | 965년      | 966년      | 967년      | 968년      |
| 간지 (干支) | 갑자(甲子) | 을축(乙丑) | 병인(丙寅) | 정묘(丁卯) | 무진(戊辰) |

## 같이 보기
- 일본의 연호 일람

| 이전 오와 | 일본의 연호 964년 ~ 967년 | 다음 안나 |